# 班为兰
班为兰（William Banister，1855年5月31日—1928年2月26日）是一位圣公会主教。他出生于英国兰开夏郡，接受私立学校教育，1879年按立。后来前往中国传教，升为香港的會吏長。1909年成为桂湘教区首任主教，直到1923年退休。1928年2月26日去世。